# Келтско нашествие на Балканите
Келтското нашествие на Балканите се състои от серия походи на келтски племена през IV и III век пр.н.е. по времето на Латенската култура на югоизток към Балканския полуостров.
Келтите населяват западната половина на Панонската низина, но нахлуват в 2 направления южно от Карпатите по Дунав, също така и в Италия по Адриатическото крайбрежие. Според легендата 300 000 келти тръгват към Италия и Илирия.

## Предпоставки
Първият поход на келтите на Балканския полуостров е засвидетелстван много рано в античната литература с известието на Теопомп за нападението на келтите върху илирийското племе ардиеи вероятно през 360 или 359/358 г. на територията на днешна Западна Босна и Херцеговина. Те били част от групите, атакуващи Апенинския полуостров. Не е сигурно дали нападението е завършило с трайно заселване на келтите в западноилирийските земи или източноалпийската област, поради малобройността на откритите археологическите следи от присъствието на латенските предмети от този период и в тази области (съсредоточени при това главно на територията на илирийската култура в Динарските планини). Със смъртта на Александър Велики (323 г. пр.н.е.) започва бавно разпадане на македонската държава, политическото равновесие на Балканите е нарушено, а войните на диадохите го разклаща още повече. Това допринася и за икономическото отслабване на принадлежащите към македонската държава земи. Тази обстановка значително разширила пред келтите възможностите за проникване във вътрешността на полуострова. В първите десет години на III век пр.н.е. античната историография отбелязва две келтски нашествия в западните части на Тракия и Дардания – през 319 пр.н.е. келтският военачалник Молистомос навлиза дълбоко в територията на Илирия и подчинява дарданите, пеононийците и трибалите. През 298 г. пр.н.е. Касандър воюва с келтите в района на Хемус, а през 281 г. пр.н.е. нахлува Камбавл.

## Голям балкански поход
„Голямото“ келтско нашествие в Македония, Гърция, Тракия и Мала Азия започва в началото на 80-те години на III век пр.н.е. Вероятно то е било предшествувано от концентрация на келтски групи в Панония. Там се събрали представители от всички райони на келтската диаспора (Южна, Западна и Югозападна Галия, а може би и от територията на Източна Келтика), както може да се съди от многобройните имена на племена, включени в армията на Брен. С многобройността си и ролята, която играят в тази група, се открояват волки-тектосагите и белгите, освен това участват трокми, толистобои, айгосаги. Атакуващата Гърция келтска група е структурно различна от тази, която нахлува в Италия. Първата армия, отправила се към вътрешността на Балканите, се състояла от келти от различни племена, жадуващи главно за грабеж и плячка, а Италия била завладяна от цели племена, които търсят земя за заселване.
Според Помпей Трог през 280 г. пр.н.е. галите се разделили на две групи – едната атакувала Гърция, а втората Македония. Павзаний доуточнява този факт, като съобщава имената на вождовете, посоката на движението на двете групи и добавя още една група. Първата група, водена от Болг, се придвижвала към Македония през Илирия, втората, водена от Брен и Акихорий към Пеония, а впоследствие преминала също в Македония. Третата група, водена от Керетрий, тръгнала срещу трибалите, бил  За съдбата й няма сведения в античните извори и някои съвременни историци предполагат, че те са се върнали обратно в изходната точка, към което сочи повтарянето на опитите за завземане на страната им.

Числеността на армията, която повел Брен към Гърция, според данни на Павзаний: 
| „ | ...събраната войска брояла пехота сто и петдесет хиляди души, а конниците били двадесет хиляди и четиристотин души. Толкова било числото на постоянно действуващите конници, а тяхното истинско число било шестдесет и една хиляди и двеста, защото около всеки конник имало по двама прислужници, които били също добри ездачи и също имали коне. | “ |

От тази многобройна армия, която вероятно се спуснала на юг по долините на Морава и Вардар, се откъснала група от 20 000 души, както ни предава Тит Ливий, под ръководството на Леонарий и Лутарий. Това е станало на територията на Дардания. Тази група се отправила през Пеония и Тракия към Бизантион, откъдето по-късно преминава в Мала Азия.

Главните сили на Брен продължават похода си към Гърция, а преминавайки през Македония побеждават събраната от новия македонски владетел Состен македонска армия. Оттам през Тесалия достигат до Термопилите, където ги чака събрана гръцка армия под водачеството на атиняните. Галите я побеждават и разпръсват и пътят им към богатствата на светилището на Аполон в Делфи бива отворен. Келтските пълчища не успяват да го превземат и са прогонени от събраната под водачеството на етолийците при река Сперхей гръцка армия. Според античните автори за тази победа помогнали и боговете, като изпратили срещу настъпващите галати силна буря. Археологическите разкопки в Делфи поднасят материали, свързани с тази победа – портик, изграден от етолийците в чест на победата над галите. Той е украсен с ниши, в които е поставено трофейно келтско въоръжение. В някои от нишите са изобразени релефни латенски щитове. Анализирайки големината на различните ниши, французинът П. Амандри смята, че там били изложени щитове, шлемове, копия, мечове, кнемиди, ризници. Павзаний по време на своите пътувания из Елада видял този портик и споменава в Х книга на „Пътувания по Елада“ за тези дарове. При почистването на портика е открит надпис, който не е запазен изцяло, но неговата възстановка е много правдоподобна: 
| „ | Етолийците предоставят плячкосаното от галите оръжие. | “ |

Техният главен вожд Брен се самоубива поради получените тежки рани при Делфи, като преди това посочил за свой наследник Кихорий. Гърците преследвали огромната маса галати, която започнала да се изтегля на север, и при Термопилите отново ги атакували. Тук галатите загубили още 20 000 войни. В хода на отстъплението, в Долна Македония, вероятно между галите настъпват разпри, които може да са били причината за заменянето на Кихорий с друг военачалник. До изходните точки ги довел Батанат и оттогава пътят на тяхното връщане се нарича Батанатов. В съчинението на Помпей Трог има запазена информация, че:
| „ | след несполучливото нашествие срещу Делфи… и оставайки без вожда си Брен, едни се спасявали в Азия, а други в Тракия | “ |

Тази информация е потвърдена от появата през следващите години в южните части на Балканския полуостров на различни групи от келтски воини, които били използвани от елинистическите владетели като наемници чак до Третата македонска война (171 – 168 г. пр.н.е.). Вероятно част от тези келти са се заселили около Едеса, Пела и Берое. За този келтски анклав в Долна Македония изрично споменава и Тит Ливий.

## Последици от нашествието
Келтското нашествие продължава и след поражението при Делфи 279 г. пр.н.е. - до 277 г. пр.н.е. с разгрома на галатите при Лизимахия от Антигон II Гонат. 
Много келти остават на Балканите. Балканските владетели често организират цели галски военни гарнизони, като постоянна военна сила за защита на властта си, а също и за заселване на опустошени от различни войни територии. За такива селища има сведения в Македония. Галатите от една такава колония в Еге ограбили богатите гробници на македонските царе. В град Фойнике в Епир други колонисти вдигнали бунт. Размириците, бунтовете и неподчинението били чести техни прояви. Примери за това са бунтовете в армията на Антигон Гонат (277 г. пр.н.е.), на Мегара (266 г. пр.н.е.), ограбването на Еге (274 г. пр.н.е.) и Хераклея, убийствата на Антиох Хиеракс, Селевк III и др.
През 84 г. пр.н.е. скордиските, заедно с дарданците и медите организирали голям поход срещу Македония и Гърция, по време на който ограбват Делфийското светилище.

## Келтски държави в Изтока
Пръв Константин Иречек се занимава с пребиваването на келтите в Тракия и техните нашествия през III век пр.н.е. Той локализира Тиле – древен град на мястото на днешното село Тулово, основан е от келтите, които нахлуват в Тракия през 278 г. пр.н.е. и останал столица на тяхното царство до 218 г., когато то бива унищожено от траките.
Открити сребърни и бронзови монети с лика на последния негов цар Кавар,